# Павелко, Андрей Васильевич
Андрей Васильевич Павелко (укр. Андрій Васильович Павелко; род. 7 октября 1975, Днепропетровск, Украинская ССР, СССР) — украинский политический деятель, народный депутат Украины, председатель Всеукраинского объединения «Демократы». Глава Днепропетровской областной организации «Фронта перемен» (2009—2013). Президент Украинской ассоциации футбола с 6 марта 2015 по 25 января 2024 года (исполняющий обязанности — с 23 января 2015). Член Исполнительного комитета УЕФА с 7 февраля 2019 года. 16 июня 2023 Шевченковский районный суд Львова подтвердил обвинения прокуратуры в мошенничестве и хищении Павелко средств в размере 26.5 млн грн, предназначенных для строительства завода по изготовлению искусственной травы. Согласно решению суда Павелко взяли под стражу и отправили на 60 дней в СИЗО без возможности внесения залога.

## Образование
Окончил Национальную юридическую академию им. Я.Мудрого, специальность — «правоведение» (2003), факультет переподготовки специалистов Днепропетровского национального университета, специальность — «менеджмент внешнеэкономической деятельности» (2005), на настоящее время — аспирант заочной формы обучения Днепропетровского регионального института Национальной академии государственного управления при Президенте Украины на кафедре «Государственное управление и местное самоуправление».

## Карьера

### Предпринимательская деятельность
В 1993—1994 годах работал техником Днепропетровского ИВЦ. В 1995—1997 годах — директор АОЗТ «Стройднипросервис», Днепропетровск. В 1997—1998 годах был заместителем директора СП с I и АОЗТ «Днепромайн». С 1998 по 2001 год — директор ООО «Никтранс». В 2001—2003 годах — заместитель директора СП с I и АОЗТ «Днепромайн», директор СП с I и АОЗТ «Днепромайн».
С 2001 года — председатель федерации футбола Днепропетровской области. С 2003 года работал заместителем генерального директора ООО «Винил».
17 марта 2009 года на III отчётно-выборной конференции Днепропетровского областного отделения Национального олимпийского комитета Украины Андрей Павелко был избран его новым главой.

### Политическая деятельность
28 сентября 2010 года в офисе Днепропетровской областной организации политической партии «Фронт Змін» состоялась конференция, на которой было принято решение выдвинуть Андрея Павелко кандидатом на должность городского головы Днепропетровска.
По результатам выборов, Андрей Павелко занял на выборах городского головы Днепропетровска второе место. За него отдали голоса 37 313 из 300 245 избирателей, принявших участие в голосовании (12,4 % избирателей). Павелко удалось пройти в Днепропетровский горсовет, где он возглавил депутатскую комиссию по вопросам образования, культуры, молодёжи и спорта.
На парламентских выборах 2012 года Павелко баллотировался в парламент по партийным спискам Объединённой оппозиции «Батькивщина» под № 29 и прошёл. Председатель подкомитета по вопросам электроэнергетики Комитета Верховной Рады по вопросам топливно-энергетического комплекса, ядерной политики и ядерной безопасности.

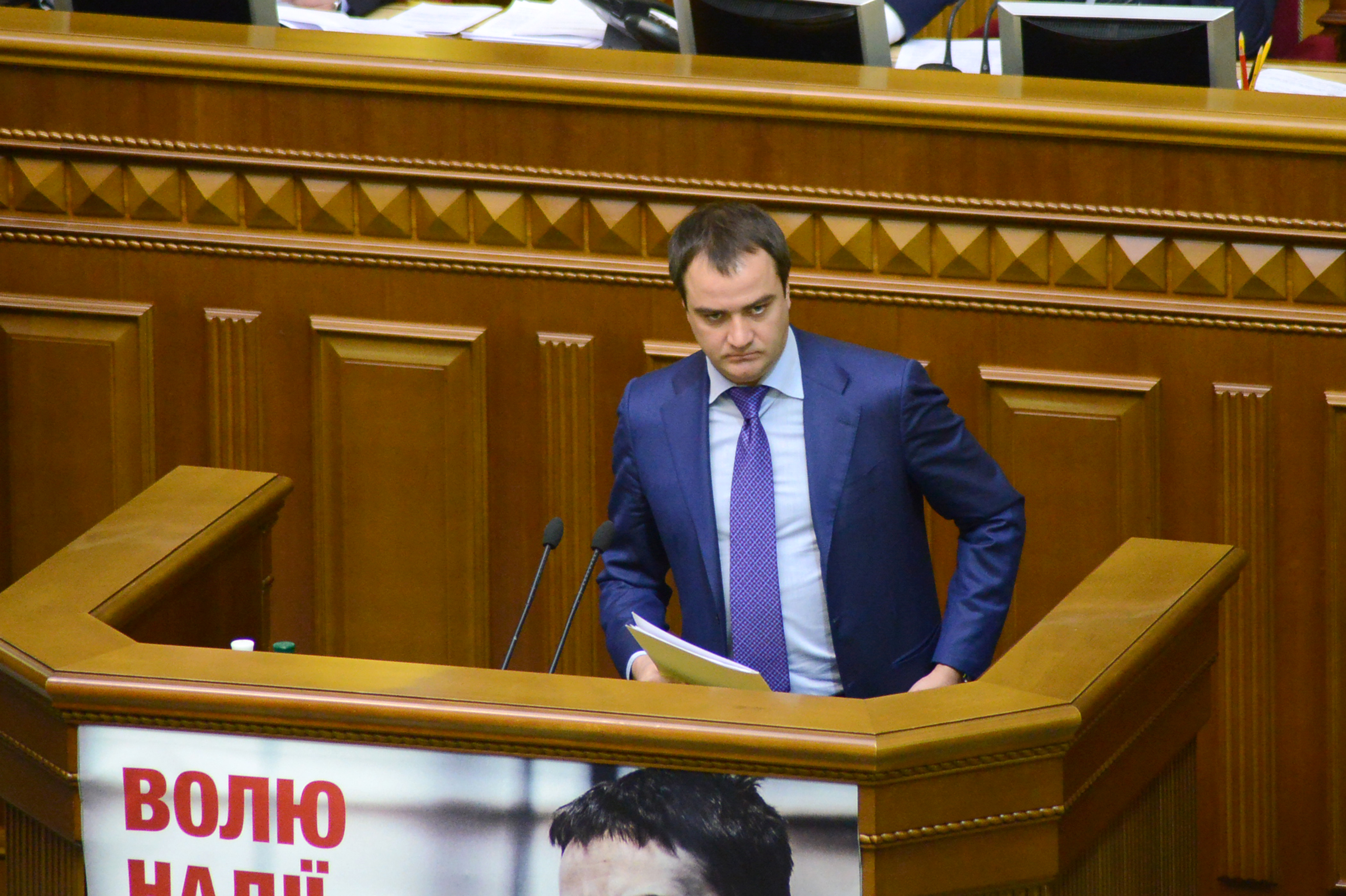
Павелко во время выступления с трибуны Верховной рады Украины в 2015 году

На внеочередных парламентских выборах 2014 года избран народным депутатом от «Блока Петра Порошенко» (№ 33 в партийном списке). Заместитель главы фракции, Глава комитета Верховной рады по вопросам бюджета.
1 ноября 2018 года были введены российские санкции против 322 граждан Украины, включая Андрея Павелко.
В ноябре 2018 года Национальное агентство по вопросам предотвращения коррупции (НАПК) сообщило, что депутаты Верховной рады не могут совмещать свои мандаты с должностями в ФИФА и УЕФА: «Народным депутатам запрещается заниматься… предпринимательской деятельностью, а также входить в состав правления, других исполнительных или контролирующих органов предприятия или организации, имеющей целью получение прибыли». Таким образом, агентство признало совмещение должностей незаконным. На недопустимость подобного совмещения также указывал первый президент Украины Леонид Кравчук.
Несмотря на решение НАПК, 7 февраля 2019 года Андрей Павелко на Конгрессе УЕФА был избран членом исполкома организации. В тот же день в украинском парламенте состоялся ряд голосований, в которых Павелко не мог участвовать, находясь в Риме. По сообщению СМИ, за Павелко голосовал народный депутат из Днепра от «Блока Петра Порошенко» Максим Курячий. Карточка Павелко проголосовала за изменения в Конституцию Украины в плане интеграции страны в Евросоюз и НАТО, а также за направление в Конституционный суд законопроекта о переименовании Днепропетровской области в Днепровскую.

### Президент Украинской ассоциации футбола
23 января 2015 года стал исполняющим обязанности главы Федерации футбола Украины вместо уволенного Анатолия Конькова. 6 марта того же года был избран президентом ФФУ на постоянной основе.
В 2017 году был переизбран на второй срок.
В мае 2019 года, в следствии реорганизации, ФФУ стала Украинской ассоциацией футбола. Комментируя этот шаг, Андрей Павелко заявил о том, что ребрендинг был сделан в целях улучшения «узнаваемости украинских футбольных символов»: «Это также является свидетельством успешности нашего выбора и узнаваемости украинских футбольных символов, чему будет способствовать и новое название союза. Ведь теперь аббревиатура в названии на английском выглядит как UAF, то есть хорошо известные всему миру буквы-символы: UA — Украина и F — футбол».

## Скандалы
11 октября 2013 года был исключён из фракции «Батькивщина» за оппортунизм. На тот момент член «Батькивщины» и впоследствии глава МВД Арсен Аваков прокомментировал исключение Павелко следующим образом: «Большинство фракции не чувствует его членом нашей команды, и это проявляется в его действиях, его голосованиях, и, самое главное, — в том, что он не разделяет позицию фракции в ключевых вопросах».
26 мая 2018 года в Киеве на Олимпийском стадионе состоялся финал Лиги чемпионов УЕФА. Незадолго до этого события в столицу Украины привезли Кубок европейских чемпионов, вручаемый победителю турнира. В середине мая падчерица Андрея Павелко Лиза Чаус (дочь гражданской жены Екатерины Чаус) выложила в своём «Инстаграме» фотографии с почётным трофеем, словно это игрушка для ребёнка. Согласно правилам УЕФА, Кубок чемпионов должен перемещаться исключительно под охраной и передаваться только официальным лицам, отвечающим за организацию матчей. После того, как разразился скандал, фотографии и аккаунт Лизы Чаус были удалены, однако скриншоты стали одной из самых обсуждаемых в украинских сегментах социальных сетей. Ранее с Кубком чемпионов сфотографировался в одном из днепропетровских храмов сват Андрея Павелко Александр Петровский. На фотографиях в храме УПЦ Киевского патриархата рядом с трофеем также нет требуемой охраны.
14 октября 2019 года, во время матча между сборными Украины и Португалии (2:1) на НСК «Олимпийский» произошёл конфликт между Андреем Павелко и братьями Суркисами — Григорием (народный депутат Украины, президент ФФУ в 2000—2012 гг.) и Игорем (президент киевского «Динамо»). По информации журналистов, Павелко в нетрезвом состоянии попытался выгнать из VIP-ложи Суркисов и бывшего премьер-министра Украины Валерия Пустовойтенко, однако получил отказ и удар в лицо. Затем глава УАФ вернулся к оппонентам в сопровождении тестя Александра Петровского. Конфликт удалось остановить только сотрудникам полиции. Позже Андрей Павелко опроверг факт драки.

### Уголовные дела
В мае 2018 года журналисты программы «Схемы» и Радио «Свобода» провели расследование, которое выявило факты коррупции в украинском футболе. Были опубликованы письма и копии подписанных договоров, связанных со сделкой, в рамках которой в офшор в ОАЭ был выведен 1 млн долларов США. Согласно данным расследования, 2 ноября 2016 года «Эко Грин Эквипмент» (Eco Green Equipment) продала арабской компании-офшору «С. Д.Т ФЗЕ» (S.D.T FZE) оборудование, его доставку и пуско-наладку на сумму в 3 159 500 долларов. 3 ноября «С. Д.Т ФЗЕ» продала это же оборудование компании «ФФУ Продакшн» по более высокой цене (3 791 400 долларов). Разница составила 631,9 тыс. долларов. По другой сделке, 11 октября 2016 года «Тафтинг Машинери Сервисез Лтд» (Tufting Machinery Services Ltd) продала компании «С. Д.Т ФЗЕ» оборудование на сумму 307,5 тыс. фунтов стерлингов. 12 октября «С. Д.Т ФЗЕ» перепродала его «ФФУ Продакшн» по цене 369 тыс. фунтов стерлингов. Разница составила 61,5 тыс. фунтов стерлингов. Помимо сканокопий документов, журналисты Радио «Свобода» опубликовали фотографию Андрея Павелко с номинальным директором эмиратского офшора. Впервые об этой схеме рассказал швейцарский журналист и писатель Арно Беда в журнале L’Illustré, затем его статью перепечатали СМИ во Франции, Португалии и других странах Европы.
11 мая 2018 года Национальное агентство по вопросам предотвращения коррупции (НАПК) сообщило о том, что проведёт полную проверку электронных деклараций Андрея Павелко за период с 2015 по 2017 год. Причиной тому стало получение информации о возможном отражении в декларации недостоверных сведений. Проверка декларации Павелко началась после выхода журналистского расследования программы «Наши деньги с Денисом Бигусом», в которой говорилось, что завод по производству искусственного покрытия для футбольных полей «ФФУ Продакшн» (принадлежит Украинской ассоциации футбола) получает бюджетные подряды при помощи дискриминационных требований в тендерной документации. Покрытие от «ФФУ Продакшн» стоит дороже, чем у других европейских производителей (16-18 евро против 12-14 евро за м²). О конфликте интересов Павелко с тендерными закупками ФФУ заявил исполнительный директор Transparency International на Украине Ярослав Юрчишин. В НАПК отреагировали и заявили, что «конфликт интересов у Павелко установлен не был».
12 ноября 2018 года на специальной пресс-конференции в ИА «Интерфакс-Украина», посвящённой коррупции в украинском футболе, адвокат сомнительной общественной организации «Инициативы будущего»Олег Скупинский сообщил, что на Андрея Павелко возбуждены три уголовных делав НАБУ. Однако, Национальное антикоррупционное бюро Украины эту информацию опровергло, указав, что в отношении Павелко не расследует никаких уголовных производств. Скупинский также заявлял о том, что якобы и Генеральная прокуратура Украины и Национальная полиция открыли дела в отношении Павелко, в частности, по статьям «Присвоение, растрата имущества или завладение им путём злоупотребления служебным положением». Однако правоохранительные органы тоже официально опровергли эту информацию.
В феврале 2023 года Печерский районный суд Киева отстранил от должности президента Украинской ассоциации футбола Андрея Павелко до 17 марта в связи с обвинениями в коррупции и хищении средств.
16 июня 2023 года Шевченковский районный суд Львова избрал Андрею Павелко, проходящему фигурантом по делу о финансовых хищениях в Федерации футбола Украины, меру пресечения в виде 60 суток ареста до 14 августа.
В июле 2023 года Апелляционный суд не удовлетворил просьбу Андрея Павелко об изменении меры пресечения.
В марте 2025 года Европейский суд по правам человека вынес решение, полностью удовлетворившее жалобу экс-президента Украинской ассоциации футбола, члена исполкома УЕФА Андрея Павелко в связи с его содержанием под стражей. Суд признал, что действия украинской власти по заключению Андрея Павелко противоречили Конвенции о защите прав человека. ЕСПЧ также постановил взыскать в его пользу денежную компенсацию.

## Награды
- Награждён медалью Федерации футбола Украины «За заслуги» (2005), «За труд и победу» (2006)[50].
- Наградное оружие — пистолет «SIG Sauer Р226 ЕЕ Е2» (4 июня 2015)[51].

## Доходы
По данным электронной декларации за 2017 год, Андрей Павелко в качестве народного депутата заработал 256 453 гривны. Также он получил два неденежных подарка стоимостью 5,9 тыс. и 2,6 тыс. гривен. Павелко арендовал автомобиль Lexus LS 600 HL 2011 года выпуска. Депутат внёс в декларацию 12 пар дорогих наручных часов (Patek Philippe, Harry Winston, Rolex, Audemars Piguet, Breguet, Ulysse Nardin, A. Lange & Söhne и других), 650 тыс. евро, 325 тыс. долларов США и 950 тыс. гривен наличных средств.
В ноябре 2018 года журналисты проекта «Наши гроши с Денисом Бигусом» опубликовали расследование, свидетельствующее о явном несоответствии официальных доходов и трат Андрея Павелко и членов его семьи. Народный депутат с сентября 2015 по октябрь 2017 года жил с семьёй в квартире размером 310 м² в элитном жилом комплексе Diamond Hill в Киеве. Аренда данной квартиры на рынке составляла 17 тыс. долларов (470 тыс. гривен) в месяц, что превышало годовую заработную плату Павелко в Верховной раде. За два года проживания семья Павелко должна была заплатить за аренду 450 тыс. долларов (12,5 млн гривен). В то же время, гражданская супруга Павелко, безработная Екатерина Чаус на странице в Instagram регулярно выкладывала фотографии с дорогих курортов (Мальдивы, Маврикий, Ницца, Бодрум и Дубай). На её странице, помимо многочисленных украшений и платьев, показаны свидетельства перелётов на частном самолёте Bombardier Challenger 350. В 2015 году Екатерина приобрела автомобиль Bentley Continental за 100 тыс. долларов. Через два года она продала его и приобрела Range Rover за 120 тыс. долларов. Мать Екатерины получила в подарок от дочери и зятя автомобиль Range Rover Evoque, рыночная стоимость которого составляет около 30 тыс. долларов.
Журналисты программы «Подробности» на телеканале «Интер», вышедшей 8 ноября 2018 года, рассказали о том, что Андрей Павелко в 2006 году взял в государственном банке «Родовид» кредит на создание в Днепропетровске элитного ночного клуба «Опера». Сумма кредита составила 20 млн долларов, с которого не был уплачен в бюджет Украины налог с продажи недвижимости в размере около 11 млн гривен. По данным журналистов, данный кредит Павелко банку так и не вернул. Позже бизнесмен продал клуб компании «Индастриал билдинг компани», взявшей для покупки в том же банке другой кредит в 26 млн долларов. «Индастриал билдинг компани» впоследствии обанкротилась и продала бизнес за 1 млн долларов кипрскому офшору «Укрсабу». Однако ещё до 2017 года товарный знак «Опера» принадлежал Павелко, и именно он оплачивал коммунальные счета клуба.

## Личная жизнь
- Первая супруга — Елёна (Елена) Сергиенко, дочь политика, народного депутата Украины IV и VII созывов Леонида Сергиенко. В этом браке родились двое детей:
  - Младшая дочь Анастасия — крестница бывшего игрока сборной Украины по футболу и обладателя «Золотого мяча» Андрея Шевченко[19].
  - Сын Никита Павелко. Женат на Богдане Петровской[60]. Богдана Петровская — дочь Александра Владимировича Налекрешвили (Петровского), который, по словам Генерального прокурора Украины Юрия Луценко, был лидером организованной преступной группировки, пик активности которой приходился на первую половину 2000-х годов. В преступных кругах известен под кличкой «Нарик»[61][62][63]. Никита и Богдана сыграли свадьбу в августе 2017 года почти за 1,5 млн евро в Вене, в Гофбургском императорском дворце[64][65].
- С середины 2010-х годов проживает в гражданском браке с Екатериной Чаус, у которой есть дочь Лиза (род. 2013) от предыдущего брака[18].